# Aleksejs Iļjušins
Aleksejs Iļjušins (* 3. Dezember 1967) ist ein ehemaliger lettischer Sprinter.
1991 wurde er lettischer Meister über 100 und 200 Meter.
1992 wurde er bei den Halleneuropameisterschaften in Genua Vierter über 400 Meter in 47,02 s. Dabei stellte er im Halbfinale einen nationalen Rekord auf, der bis heute Bestand hat.

## Persönliche Bestzeiten
- 100 m: 10,53 s, 31. Mai 1992, Riga
- 200 m: 21,2 s, 10. August 1991, Riga
- 400 m: 46,40 s, 7. Juni 1992, Duisburg
  - Halle: 46,97 s, 29. Februar 1992, Genua (lettischer Rekord)